# Smith & Wesson Model 586
Smith & Wesson Model 586 — шести- или семизарядный револьвер двойного действия под патрон .357 Magnum, представленный компанией Smith & Wesson в 1981 году; он также будет заряжаться и стрелять патронами .38 Special. Модель 586 имеет конструкцию из углеродистой стали и доступна с вороненым или никелевым покрытием; по сути, это то же огнестрельное оружие, что и Smith & Wesson Model 686, в котором конструкция из нержавеющей стали . Он также известен как Distinguished Combat Magnum.

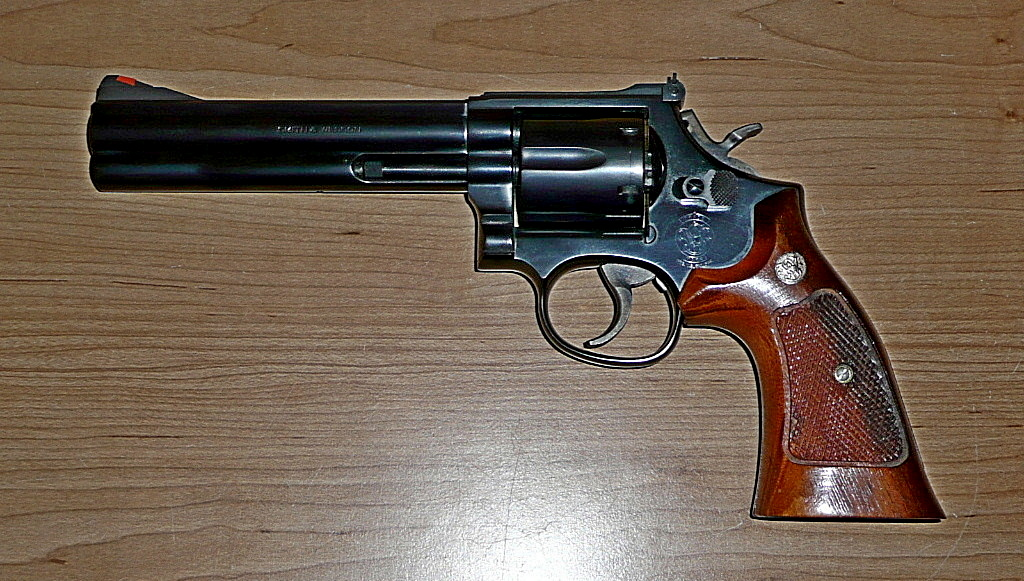
Smith & Wesson 586-1

## Описание
В дополнение к возможности заряжать и стрелять патронами .357 Magnum, 586 может заряжать и стрелять патронами .38 Special, а также .38 Special +P (боеприпасы с избыточным давлением). Модель 586 была доступна со стволом длиной 2½ дюйма, 3 дюйма, 4 дюйма, 6 дюймов и 8⅜ дюйма (64, 76, 102, 153 и 214 мм) в качестве стандартных моделей и стволом другой длины по специальному заказу от S&W Performance. Центральный нестандартный магазин, приобретенный или построенный оружейниками послепродажного обслуживания. Ствол имеет коэффициент накручивания 1/18,75 для пули 158 гран.
В модели 586 используется рама револьвера S&W L (средняя) с рукояткой размера K-рамки, соединенной с цилиндром большего диаметра. В течение 1980-х годов Smith & Wesson разработала линейку револьверов Magnum калибра .357 с L-образной рамой: Model 581 , Model 586, Model 681 и Model 686 . Модель 581 имела целик с фиксированным вырезом, тогда как модель 586 использовала регулируемый целик в виде мишени. Эти пистолеты оказали большое влияние как на правоохранительные органы, так и на спортивные рынки. Модель 586 была представлена в 1980 году, а модель 581 была снята с производства в 1988 году.
Пистолеты с рамой K, хотя и популярные в полицейских управлениях, были сочтены слишком легкими для мощных боеприпасов калибра .357, и требовалось более тяжелое и прочное оружие с тем же размером рамы. (Это позволит избежать жалоб, связанных с более крупными и тяжелыми N-образными моделями Model 29 и Model 58. Результатом стала L-образная рама, разработанная при участии официального историка S&W Роя Джинкса, и она быстро получила похвалу от полицейских и охотников.
Модель 586 была снята с производства в 1999 году. После 13-летнего отсутствия она была повторно представлена в 2012 году с вышеупомянутыми модификациями безопасности и улучшенным хомутом как вариант 586-8. Они производятся с длиной ствола 4 и 6 дюймов как часть классической линейки револьверов Smith & Wesson.
Споры возникли, когда Smith & Wesson сотрудничала с администрацией Клинтона, чтобы модифицировать свою линейку револьверов с помощью внутреннего запирающего механизма и других изменений. Это соглашение привело к почти полному запрету энтузиастов огнестрельного оружия, что привело к резкому падению курса акций и чуть не обанкротило компанию. Компания Smith and Wesson была продана компании Safe-T-Hammer за небольшую часть её реальной стоимости.

## Варианты
- 586 (без тире), 1980 г.
- 586-1, 1986 г.
- 586-M, 1987 г.
- 586-2, 1987 г.
- 586-3, 1988 г.
- 586-4, 1993 г.
- 586-5, 1997 г.
- 586-6, 1997 г.
- 586-7, 2004 г.
- 586-8, 2012 г.[4]

## Отзыв
В 1987 году, через семь лет после выпуска модели 686, появились сообщения о привязке цилиндра к некоторым типам стандартных боеприпасов .357 Magnum для револьверов с L-образной рамой, изготовленных до августа 1987 года. S&W опубликовала предупреждение о продукте и разрешила бесплатную модификацию оружия. Все затронутые револьверы, отремонтированные для этого отзыва, имели штамп М на стволе рядом с номером модели. Таким образом, он известен как модификация М для всех револьверов 686, 686-1, 586 и 586-1.